# Icaunis
Na religião gálico-romana, Dea Icaunis era a deusa do rio Yonne na Gália. É conhecida por uma única inscrição, encontrada em Auxerre em Borgonha.